# Virginia Andreescu Haret
María Virginia Andreescu Haret (Bucarest, 21 de junio de 1894-6 de mayo de 1962) fue la segunda mujer en obtener el grado de arquitecta, reconocida además por alcanzar el Cargo de Inspector General de Arquitectura de Rumania.

## Primeros años
Fue sobrina del reconocido pintor impresionista rumano Ion Andreescu. A la edad de nueve años quedó huérfana de madre, y siendo ella la mayor tuvo que hacerse cargo de sus hermanos; situación que la hizo crecer con un poderoso sentido de la responsabilidad y de la disciplina. En un hogar donde abundaban las obras firmadas por su tío, estuvo expuesta desde joven a la fuerte influencia del arte.
Durante sus estudios primarios, asistió a la escuela Pitar Mos, y se graduó en 1912 del Liceo Mihai Viteazul. El mismo año inició sus estudios en la Escuela Superior de Arquitectura donde no solo fue la primera mujer admitida, sino la primera en alcanzar la calificación más alta de ingreso de 9.25. En paralelo asistió a la Escuela de Bellas Artes, siendo alumna de Ipolit Strâmbu. Durante la Primera Guerra Mundial, ella realizó un corte en su carrera para servir como enfermera. Posteriormente retomó sus estudios y obtuvo el grado de arquitecta -segunda mujer en Rumania después de Ada Zăgănescu- con su proyecto de una Escuela de Bellas Artes, y por el cual obtuvo un premio del Ministerio de Educación y Enseñanza.
En 1920, su profesor de la Escuela de Bellas Artes organizó una exposición con 66 de los trabajos de Andreescu, incluyendo dibujos y acuarelas, los cuales fueron muy bien recibidos por la crítica; y la Comisión de Monumentos Históricos compró 28 de sus obras para una exposición permanente. En 1922 realizó un viaje donde pudo estudiar la arquitectura de los Balcanes, y visitó Serbia, Croacia y Eslovenia, regresando con una gran cantidad de información que le serviría de base para futuras publicaciones. Es de este viaje donde pudo haber recibido influencias del renombrado arquitecto esloveno Jože Plečnik, quien se encontraba activo por aquellos años en Liubliana.
Con el dinero obtenido de la venta de sus obras, Andreescu viajó a Roma, donde continuó sus estudios en la reciente creada Escuela Rumana de Roma. Durante un año y medio estuvo bajo la supervisión del Profesor Gr. Bargellini y del Profesor Montecchi, un reconocido arqueólogo con quién pudo profundizar sobre métodos de construcción tradicionales. El movimiento del Novecento Italiano, el cual era popular por aquel entonces pudo haber sido de gran influencia para sus trabajos posteriores.

## Trayectoria
Luego de completar sus estudios en Roma, Andreescu regresó a Rumania en la segunda mitad de 1923 y comenzó a trabajar en el Ministerio de Educación Técnica, donde se desempeñó hasta su retiro en 1947.
Después de una década de intensa actividad profesional, en 1928 se casó con el ingeniero Spiru I. Haret, sobrino del científico, educador y político Spiru C. Haret. Su matrimonio tomó la forma de una sociedad profesional, ya que trabajaron juntos en numerosos proyectos. La pareja tuvo un hijo, el ingeniero Radu Haret, el cual jugó un rol importante en la preservación de la memoria de su madre, a través de artículos publicados en las revistas Muzeelor y Arhitectura y de su propia colección de archivos.
Su período más prolífero fue el desarrollado entre las dos grandes guerras. Los trabajos de Virginia Andreescu fueron muy variados y se suceden entre todas las líneas estilísticas presentes en la primera mitad del siglo XX: de proyectos con líneas claramente clasicistas a neorrománicos, seguidos de art déco e influencias Modernas, y terminando su carrera con proyectos funcionalistas para escuelas.
Luego de diseñar y construir alrededor de cuarenta edificios, fue designada inspector general de Arquitectura, siendo así la primera mujer en alcanzar este puesto. Del mismo modo entre las múltiples facetas de este particular personaje se puede decir que junto a Nicolae Ghica-Budești publicaron una historia de la arquitectura conformada por cuatro volúmenes.
Entre sus obras se destacan el Liceo Gheorghe Sincai (1920), la Villa Colonel Cezar Golici (1928), el Palacio para la Sociedad Tinerimea Rumana (1923-1927), la Villa Dem. Iurascu (1935), sus dos residencias familiares (1926 y 1931 respectivamente), y el Casino de Govora (1928-1929).
Marcada por largas búsquedas estéticas y plásticas, la carrera de esta arquitecta guardó un lugar especial para el art déco y el Movimiento Moderno, hecho que se pone de manifiesto en el diseño de sus propias residencias familiares, en las cuales vivió entre 1934 y 1962, hasta su muerte el 6 de mayo de ese año.